# Mate Galić
Mate Galić (* 1974 in Split, Jugoslawien), auch bekannt unter den Künstlernamen Bion oder Notzucht, ist ein kroatischer DJ und Fernsehmoderator.

## Leben
Galić wurde 1974 in der jugoslawischen Teilrepublik Kroatien geboren und verbrachte seine ersten Lebensjahre dort. Später zog er mit seiner Familie nach Köln. Für eine Radiosendung auf WDR1 interviewte er 1988 DJ Kid Paul und betätigte sich in der Folge selbst als Techno-DJ. Bald wurde er in Roland Caspers Space Club zweiter Resident-DJ. Später trat er auch regelmäßig im Kölner Warehouse auf. Gemeinsam mit Sebastian Neuhaus gründete er 1991 das Technolabel Spacemate Recordings.
Parallel schrieb er für die Zeitschrift Network Press und gab gemeinsam mit Freunden die Fanzines BAD und Stomp! heraus. Von 1994 bis 1995 moderierte er für den Musiksender VIVA die Sendung Housefrau und bis 1997 die Sendung Viva Trance.
Galić begann 2009 als Chief Technical Officer für die Musik-Softwarefirma Native Instruments zu arbeiten, bei der er zuvor bereits als Produktdesigner und Pressesprecher tätig war. Er engagiert sich ehrenamtlich im Herzenslust-Gay-Team als Botschafter für die AIDS-Präventionsarbeit in der Jugendkultur.